# كريس مورغان (كاتب)
كريس مورغان (بالإنجليزية: Chris Morgan)‏ (و. 1966  م) هو كاتب سيناريو، ومنتج أفلام، وكاتب أمريكي، ولد في شيكاغو.

## وصلات خارجية
- كريس مورغان على موقع IMDb (الإنجليزية)
- كريس مورغان على موقع ألو سيني (الفرنسية)
- كريس مورغان على موقع أول موفي (الإنجليزية)
- كريس مورغان على موقع بوكس أوفيس موجو (الإنجليزية)
- كريس مورغان على موقع قاعدة بيانات الأفلام السويدية (السويدية)
- كريس مورغان على موقع قاعدة بيانات الفيلم (الإنجليزية)
- كريس مورغان على موقع كينوبويسك (الروسية)
- كريس مورغان على موقع كينوبويسك (الروسية)